# Джо, Дэниел
Дэниел Джо (англ. Daniel Joe; 29 мая 1990) — папуанский футболист, защитник клуба «Хекари Юнайтед» и сборной Папуа — Новой Гвинеи.

## Биография

### Клубная карьера
Большую часть карьеры провёл в местном клубе «Хекари Юнайтед», с которым много раз становился чемпионом Папуа — Новой Гвинеи и регулярно выступал с командой в Лиге чемпионов ОФК. В 2016 году около полугода провёл в клубе с Соломновых Островов «Марист», но в 2017 вернулся в «Хекари Юнайтед».

### Карьера в сборной
Дебютировал за сборную Папуа — Новой Гвинеи в июне 2012 года в рамках Кубка наций ОФК, который также выполнял функцию отборочного турнира к чемпионату мира 2014, и сыграл во всех трёх матчах группового этапа. Также выступал на Кубке наций ОФК 2016, на котором вместе со сборной дошёл до финала, в котором Папуа — Новая Гвинея по пенальти уступила Новой Зеландии. В 2022 году стал победителем возраждённого Кубка Меланезии, на котором сыграл во всех 4 матчах и отметился голом в матче групповой стадии против второй сборной Вануату.

## Достижения
Папуа — Новая Гвинея
- Серебряный призёр Кубка наций ОФК: 2016
- Обладатель Кубка Меланезии: 2022